# Ekipa ratunkowa
Ekipa ratunkowa (Rescue: Special Ops, 2009–2011) – australijski serial telewizyjny nadawany przez stację Nine Network od 2 sierpnia 2009 roku. W Polsce nadawany jest na kanale Viacom Blink! od 20 lipca 2011 roku.

## Opis fabuły
Serial opowiada o ekipie ratunkowej skupiającej najlepszych ratowników, którzy uczestniczą w złożonych akcjach poszukiwawczych czy ratowniczych.  

## Obsada i bohaterowie

### Główni
- Libby Tanner jako Michelle LeTourneau
- Peter Phelps jako Vince Marchello
- Les Hill jako Dean Gallagher
- Gigi Edgley jako Lara Knight
- Daniel Amalm jako Jordan Zwitkowski
- Katherine Hicks jako Heidi Wilson
- Andrew Lees jako Chase Gallagher

### Drugoplanowi
- Wil Traval jako Hamish McIntyre
- Tim McCunn jako Ian Johnson
- Jessica Napier jako Nicole (Sezon 1)
- Simmone Jade Mackinnon jako Fiona Charlton (Sezon 1)
- Gary Sweet jako Shane Gallagher (Sezon 1)
- Martin Dingle Wall jako Jake Hudson (Sezon 1)
- Luke Pegler jako Bingo (Sezon 2)
- Vanessa Gray jako Renae Daltry (Sezon 2)
- Todd Lasance jako Cam (Sezon 3)